# 1991 PA15
1991 PA15 är en asteroid i huvudbältet som upptäcktes den 6 augusti 1991 av den amerikanske astronomen Henry E. Holt vid Palomarobservatoriet.